# ماریا فریچییو
ماریا فریچییو (انگلیسی: Maria Fricioiu؛ زادهٔ ۱۶ مارس ۱۹۶۰) قایقران روئینگ اهل رومانی بود.
وی در مسابقات کشوری و بین‌المللی در مجموع برندهٔ ۱ مدال طلا، ۲ مدال نقره، ۱ مدال برنز شده‌است.